# Триплатинапентагольмий
Триплатинапентагольмий — бинарное неорганическое соединение
платины и гольмия
с формулой Ho5Pt3,
кристаллы.

## Получение
- Сплавление стехиометрических количеств чистых веществ:

{\displaystyle {\mathsf {3Pt+5Ho\ {\xrightarrow {1500^{o}C}}\ Ho_{5}Pt_{3}}}}

## Физические свойства
Триплатинапентагольмий образует кристаллы
гексагональной сингонии,
пространственная группа P 63/mcm,
параметры ячейки a = 0,83195 нм, c = 0,61918 нм, Z = 2,
структура типа трисилицида пентамарганца Mn5Si3
.
Соединение образуется по перитектической реакции при температуре ≈1500°C (1355°C ).